# Vazduhoplovstvo Vojska Crne Gore
Vazduhoplovstvo Vojska Crne Gore – siły powietrzne Czarnogóry
Siły powietrzne Czarnogóry w 2017 roku składały się z jednej eskadry lotniczej (Mjesovita eskadra) posiadającej 13 helikopterów Aérospatiale Gazelle (zbudowanych na licencji w Jugosławii); pięć z nich było w wariancie przeciwpancernym SOKO HN-45M Gazelle Gama-2, uzbrojonych w pociski 9M14 Malutka. Eskadra stacjonuje na  lotnisku w Golubovcach. Ogólny stan floty śmigłowców był słaby, przeważnie nie więcej niż cztery były równocześnie zdolne do operacji powietrznych.